# Prijepor
Prijepor ili latinizam Kontroverza (lat: contra protiv ili obrnuto; versus usmjereno, ili "okrenuo u suprotnom smjeru") označava duže trajući spor odnosno raspravu koja se često vodi u javnosti. 
Može se raditi o privatnim razgovoru između dvije osobe, te o velikim sporu (primjerice političkih stranaka).
Priroda prijepora je da se spor ne završava s namjerom konačnog rješenja Ili «ovako - ili onako” zato ju često prati polemika ili spor.
Višegodišnje kontroverze se pojavljuju u javnom životu na područjima u politike, u pitanjima etike i morala, teologiji, te znanosti. Obično o pitanja koja imaju moralni značaj. Tipičnim prijepornim pitanjima se rijetko nađe konačno rješenje.
Jedni od većih prijepora u povijesti Katoličke Crkve je bila borba za investituru i spor o Filioqueu. 